# Nastro d'argento
Il Nastro d'argento è il più antico premio cinematografico italiano ancora attivo, assegnato dal 1946 dal Sindacato nazionale giornalisti cinematografici italiani (SNGCI). La premiazione si tiene al Teatro antico di Taormina.
Nel corso degli anni il sindacato ha dato vita ad altre due premiazioni: i Corti d'argento, volto a premiare i cortometraggi, e i Nastri d'argento - Grandi Serie, volto a premiare le serie televisive, miniserie e film per la televisione.

## Storia
Il sindacato dei giornalisti cinematografici fu fondato nello stesso anno in cui sono nati i Nastri, il 1946, da un gruppo di giornalisti e saggisti di cinema, alcuni dei quali divennero in seguito registi (Steno e Mario Soldati, che ne fu primo presidente) e autori (Michelangelo Antonioni, Antonio Pietrangeli). Il primo regolamento motivava l'istituzione del Nastro d'Argento per «promuovere il continuo miglioramento artistico, tecnico e industriale della cinematografia italiana e rendere omaggio alle sue rilevanti acquisizioni».
È stato consegnato per la prima volta nel 1946 a Roma, all'Hotel de Russie. Le edizioni si tennero prevalentemente tra Roma e Taormina, con l'eccezione di alcune edizioni particolari (a Firenze, dopo l'alluvione del 1966, in segno di solidarietà) e, sempre nei suoi primi anni di vita, anche a Sorrento.
Nelle prime edizioni i premi sono stati conferiti ai film presentati nel corso dell'annata considerata dall'industria, quella che si conclude con la fine dalla stagione; sono stati poi attribuiti alle pellicole uscite nell'anno solare, mentre successivamente sono stati di nuovo assegnati ai film usciti in sala entro i giorni immediatamente seguenti al Festival di Cannes, quindi entro gli ultimi giorni di maggio, quando vengono annunciate le 'cinquine' finaliste alle quali è dedicata una manifestazione con tutti i candidati ai premi. Dopo alcune edizioni nella sede dell'Accademia di Francia a Villa Medici, si tiene, sempre a Roma, nello spazio del Museo MAXXI. I premi sono assegnati sulla base di 'cinquine' proposte dal direttivo nazionale del Sindacato al voto (notarile) degli iscritti al sindacato, giornalisti cinematografici della carta stampata, delle televisioni, delle radio e di Internet.
Alla consegna dei Nastri d'argento sono abbinati i premi Guglielmo Biraghi assegnati dal 2001, destinati ai migliori tra i giovani attori esordienti nel cinema dell'anno. I Nastri ospitano a Taormina nella loro serata anche il premio Manfredi.

## Categorie di premi
I premi attualmente assegnati sono:
- Miglior film (dal 2017)
- Miglior regista (dal 2017)
- Migliore commedia (dal 2009)
- Miglior regista esordiente (dal 1974)
- Migliore produttore
- Migliore soggetto
- Migliore sceneggiatura (dal 1948)
- Migliore attore protagonista
- Migliore attrice protagonista
- Migliore attore non protagonista
- Migliore attrice non protagonista
- Migliore attore di commedia (dal 2018)
- Migliore attrice di commedia (dal 2018)
- Migliore fotografia
- Migliore scenografia
- Migliori costumi (dal 1953)
- Migliore colonna sonora (dal 1947)
- Migliore canzone originale (dal 1999)
- Migliore montaggio
- Migliore sonoro in presa diretta (dal 2002)
- Miglior casting director (dal 2014)
- Miglior documentario
- Miglior documentario sul cinema
- Miglior cortometraggio
- Nastro d'argento alla carriera
- Nastro d'argento speciale
- Premio speciale per il migliore attore esordiente
- Premio Guglielmo Biraghi ai migliori talenti del giovane cinema italiano (dal 2001)
- Nastro d'argento europeo
- Nastro d'argento al miglior doppiaggio

I premi non più assegnati:
- Regista del miglior film (fino al 2016)
- Migliori effetti speciali (fino al 1985)
- Regista del miglior film straniero (fino al 2006)
- Miglior film europeo (dal 2007 al 2012)
- Miglior film extraeuropeo (dal 2007 al 2012)
- Miglior film in 3D (2010)
- Nastro di platino '75 (2021)[1]

## Edizioni
| Edizione | Data             | Messa in onda    | Messa in onda  | Presentatori                        | Rete tv                                     |
| -------- | ---------------- | ---------------- | -------------- | ----------------------------------- | ------------------------------------------- |
| 1        | 29 luglio 1946   |                  |                |                                     | -                                           |
| 2        | 1947             |                  |                |                                     | -                                           |
| 3        | 1948             |                  |                |                                     | -                                           |
| 4        | 1949             |                  |                |                                     | -                                           |
| 5        | 1950             |                  |                |                                     | -                                           |
| 6        | 1951             |                  |                |                                     | -                                           |
| 7        | 1952             |                  |                |                                     | -                                           |
| 8        | 1953             |                  |                |                                     | -                                           |
| 9        | 1954             |                  |                |                                     |                                             |
| 10       | 16 luglio 1955   |                  |                |                                     |                                             |
| 11       | 1956             |                  |                |                                     |                                             |
| 12       | 9 febbraio 1957  |                  |                |                                     |                                             |
| 13       | 1958             |                  |                |                                     |                                             |
| 14       | 16 febbraio 1959 |                  |                |                                     |                                             |
| 15       | 19 febbraio 1960 |                  |                |                                     |                                             |
| 16       | 4 febbraio 1961  |                  |                |                                     |                                             |
| 17       | 28 marzo 1962    |                  |                |                                     |                                             |
| 18       | 27 marzo 1963    |                  |                |                                     |                                             |
| 19       | 6 aprile 1964    |                  |                | Lello Bersani                       |                                             |
| 20       | 31 marzo 1965    |                  |                |                                     |                                             |
| 21       | 24 marzo 1966    |                  |                |                                     |                                             |
| 22       | 30 gennaio 1967  |                  |                |                                     |                                             |
| 23       | 23 marzo 1968    |                  |                |                                     |                                             |
| 24       | 29 marzo 1969    |                  |                |                                     |                                             |
| 25       | 1970             |                  |                |                                     |                                             |
| 26       | 1971             |                  |                |                                     |                                             |
| 27       | 1972             |                  |                |                                     |                                             |
| 28       | 1973             |                  |                |                                     |                                             |
| 29       | 1974             |                  |                |                                     |                                             |
| 30       | 1975             |                  |                |                                     |                                             |
| 31       | 1976             |                  |                |                                     |                                             |
| 32       | 1977             |                  |                |                                     |                                             |
| 33       | 4 dicembre 1978  |                  |                |                                     |                                             |
| 34       | 1979             |                  |                |                                     |                                             |
| 35       | 1980             |                  |                |                                     |                                             |
| 36       | 1981             |                  |                | Lello Bersani e Enrica Bonaccorti   |                                             |
| 37       | 9 ottobre 1982   |                  |                |                                     |                                             |
| 38       | 23 luglio 1983   | 30 luglio 1983   | Seconda serata | Pippo Baudo                         | Rai 1                                       |
| 39       | 21 luglio 1984   | Diretta          | Seconda serata | Pippo Baudo                         | Rai 1                                       |
| 40       | 20 luglio 1985   | Diretta          | Seconda serata | Pippo Baudo                         | Rai 1                                       |
| 41       | 19 luglio 1986   | Diretta          | Seconda serata | Pippo Baudo                         | Rai 1                                       |
| 42       | 25 luglio 1987   | Diretta          | Seconda serata | Gigi Proietti e Deborah Moore       | Rai 1                                       |
| 43       | 23 luglio 1988   | Diretta          | Seconda serata | Gabriella Carlucci e Giuliano Gemma | Rai 1                                       |
| 44       | 1989             |                  |                |                                     |                                             |
| 45       | 24 febbraio 1990 |                  |                | Pippo Baudo                         | Rai 1                                       |
| 46       | 16 marzo 1991    |                  |                | Pippo Baudo                         | Rai 1                                       |
| 47       | 1992             |                  |                | Pippo Baudo                         | Rai 1                                       |
| 48       | 1993             | 25 aprile 1993   | Seconda serata | Pippo Baudo                         | Cinquestelle                                |
| 49       | 19 marzo 1994    | 6 aprile 1994    | Prima serata   | Enrico Magrelli                     | Cinquestelle                                |
| 50       | 18 marzo 1995    |                  |                |                                     |                                             |
| 51       | 16 marzo 1996    |                  |                |                                     |                                             |
| 52       | 22 marzo 1997    |                  |                |                                     |                                             |
| 53       | 4 aprile 1998    |                  |                |                                     |                                             |
| 54       | 27 marzo 1999    |                  |                |                                     |                                             |
| 55       | 2 luglio 2000    |                  |                | Grazyna Torbicka                    | Tele+                                       |
| 56       | 29 giugno 2001   |                  |                |                                     |                                             |
| 57       | 6 luglio 2002    |                  |                | Serena Dandini                      | Stream                                      |
| 58       | 14 giugno 2003   |                  |                | Claudia Gerini                      | Rai 1                                       |
| 59       | 19 giugno 2004   |                  |                |                                     |                                             |
| 60       | 4 febbraio 2005  |                  |                | Sabrina Impacciatore                |                                             |
| 61       | 7 febbraio 2006  | 10 febbraio 2006 | Prima serata   | Virginie Vassart                    | RaiSat CinemaWorld                          |
| 62       | 23 giugno 2007   | 30 giugno 2007   | Seconda serata | Giovanna Milella                    | Rai 2                                       |
| 63       | 14 giugno 2008   |                  |                | Andrea Osvárt                       |                                             |
| 64       | 27 giugno 2009   | 27 giugno 2009   | Seconda serata | Ambra Angiolini                     | Rai 1                                       |
| 65       | 19 giugno 2010   | 31 luglio 2010   | Seconda serata | Alessandra Martines                 | Rai 1                                       |
| 66       | 25 giugno 2011   | 30 giugno 2011   | Seconda serata | Miriam Leone                        | Rai 1                                       |
| 67       | 30 giugno 2012   | 14 luglio 2012   | Seconda serata | Stefania Rocca                      | Rai 1                                       |
| 68       | 6 luglio 2013    | 13 luglio 2013   | Seconda serata | Laura Delli Colli                   | Rai 1                                       |
| 69       | 28 giugno 2014   | 25 luglio 2014   | Seconda serata | Laura Delli Colli                   | Rai 1                                       |
| 70       | 27 giugno 2015   | 3 luglio 2015    | Seconda serata | Laura Delli Colli e Paolo Sommaruga | Rai 1                                       |
| 71       | 2 luglio 2016    | 23 luglio 2016   | Seconda serata | Matilde Gioli                       | Rai 1                                       |
| 72       | 1 luglio 2017    | 14 luglio 2017   | Seconda serata | Andrea Delogu                       | Rai 1                                       |
| 73       | 30 giugno 2018   | 6 luglio 2018    | Seconda serata | Carlotta Proietti                   | Rai 1                                       |
| 74       | 30 maggio 2019   | 8 luglio 2019    | Seconda serata | Anna Ferzetti                       | Rai 1                                       |
| 75       | 6 luglio 2020    | Diretta          | Prima serata   | Anna Ferzetti                       | Rai Movie                                   |
| 76       | 22 giugno 2021   | 30 giugno 2021   | Seconda serata | Laura Delli Colli e Paolo Sommaruga | Rai Movie                                   |
| 77       | 20 giugno 2022   | 22 giugno 2022   | Seconda serata | Laura Delli Colli                   | Rai 1 e Rai Movie                           |
| 78       | 20 giugno 2023   | 21 giugno 2023   | Seconda serata | Francesca Fialdini                  | Rai Movie                                   |
| 79       | 27 giugno 2024   | 3 luglio 2024    | Seconda serata | Laura Delli Colli                   | riassunto della serata su Rai 1 e Rai Movie |
| 80       | 16 giugno 2025   | 20 giugno 2025   | Terza serata   | Laura Delli Colli                   | riassunto della serata su Rai 1 e Rai Movie |